# Persone di nome Vincenzo/Pittori
| Questa pagina contiene informazioni ricavate automaticamente dalle voci biografiche con l'ausilio del template Bio e di un bot. L'aggiornamento è periodico e automatico e ricostruisce completamente la pagina. Se manca una persona in questa lista, sei pregato di non aggiungerla, ma accertati piuttosto che la sua voce biografica contenga il template Bio e che i dati anagrafici siano correttamente compilati. Se il template Bio manca, inseriscilo tu stesso o, in alternativa, metti l'avviso {{tmp\|Bio}} che ne segnala la mancanza. Se i dati riportati sono sbagliati, correggi direttamente la voce biografica; le modifiche saranno visibili in questa lista entro pochi giorni. Per chiarimenti vedi il progetto antroponimi. La lista contiene solo le 72 persone che sono citate nell'enciclopedia e per le quali è stato implementato correttamente il template Bio. Pagina aggiornata al 22 giu 2025. |

Questa è una lista di persone presenti nell'enciclopedia che hanno il nome Vincenzo e sono pittori.

## A(3)
- Vincenzo Abbati, pittore italiano (Napoli, n. 1803 - Firenze, † 1866)
- Vincenzo Acquaviva, pittore italiano (Foggia, n. 1832 - Napoli, † 1902)
- Vincenzo Agnetti, pittore, scrittore e poeta italiano (Milano, n. 1926 - Milano, † 1981)

## B(7)
- Vincenzo de Barberis, pittore italiano (Brescia - † 1551)
- Vincenzo Bendinelli, pittore e poeta italiano (Toscolano Maderno, n. 1931 - Cologno Monzese, † 1997)
- Vincenzo Bianchini, pittore, scultore e scrittore italiano (Viterbo, n. 1903 - Ginevra, † 2000)
- Vincenzo Bianchini, pittore italiano (Udine - Venezia)
- Vincenzo Boniforti, pittore italiano (Vigevano, n. 1866 - Borgio Verezzi, † 1904)
- Vincenzo Giovanni Bova, pittore italiano (Napoli, n. 1750 - Mosca, † 1816)
- Vincenzo Bruzzese, pittore italiano (Napoli, n. 1880 - Napoli, † 1953)

## C(14)
- Vincenzo Cabianca, pittore italiano (Verona, n. 1827 - Roma, † 1902)
- Vincenzo Campi, pittore italiano (Cremona, n. 1536 - Cremona, † 1591)
- Vincenzo Camuccini, pittore e restauratore italiano (Roma, n. 1771 - Roma, † 1844)
- Vincenzo Cannizzaro, pittore italiano (Reggio Calabria, n. 1742 - Reggio Calabria, † 1768)
- Vincenzo Capobianchi, pittore e numismatico italiano (Roma, n. 1836 - Roma, † 1928)
- Vincenzo Caprile, pittore italiano (Napoli, n. 1856 - Napoli, † 1936)
- Vincenzo Carducci, pittore spagnolo (Firenze - Madrid, † 1638)
- Vincenzo Catena, pittore italiano (Venezia - † 1531)
- Vincenzo Cecchini, pittore italiano (Cattolica, n. 1934)
- Vincenzo Cermignani, pittore italiano (Giulianova, n. 1902 - Giulianova, † 1971)
- Vincenzo Chialli, pittore italiano (Città di Castello, n. 1787 - Cortona, † 1840)
- Vincenzo Chilone, pittore e scenografo italiano (Venezia, n. 1758 - Venezia, † 1839)
- Vincenzo Ciardo, pittore italiano (Gagliano del Capo, n. 1894 - Gagliano del Capo, † 1970)
- Vincenzo Civerchio, pittore italiano (Crema - Crema, † 1544)

## D(8)
- Vincenzo D'Angelo, pittore, poeta e scrittore italiano (Pozzuoli, n. 1906 - Castellammare di Stabia, † 1984)
- Vincenzo Dai Destri, pittore italiano (Treviso - Treviso, † 1542)
- Vincenzo Damini, pittore italiano (Venezia - L'Aquila, † 1749)
- Vincenzo Dandini, pittore italiano (Firenze, n. 1609 - Firenze, † 1675)
- Vincenzo De Mita, pittore italiano (San Severo, n. 1751)
- Vincenzo De Simone, pittore, scultore e performance artist italiano (Roccarainola, n. 1939 - Padova, † 2020)
- Vincenzo De Stefano, pittore italiano (Barletta, n. 1861 - Barletta, † 1942)
- Vincenzo degli Azani, pittore italiano (Pavia - Palermo, † 1557)

## F(4)
- Vincenzo Fato, pittore italiano (Castellana Grotte, n. 1705 - Castellana Grotte, † 1788)
- Vincenzo Foppa, pittore italiano (Brescia)
- Vincenzo Franceschini, pittore italiano (Casandrino, n. 1812 - Casandrino, † 1884)
- Vincenzo Frediani, pittore italiano (Lucca - Lucca, † 1505)

## G(6)
- Vincenzo Galloppi, pittore italiano (Napoli, n. 1849 - Napoli, † 1942)
- Vincenzo Gazzotto, pittore italiano (Padova, n. 1807 - Bolzonella, † 1884)
- Vincenzo Giacomelli, pittore italiano (Grizzo, n. 1812 - Venezia, † 1890)
- Vincenzo Guarana, pittore italiano (Venezia, n. 1742 - Venezia, † 1815)
- Vincenzo Guerrazzi, pittore e scrittore italiano (Mammola, n. 1940 - Genova, † 2012)
- Vincenzo Guidotti, pittore, incisore e poeta italiano (Montese, n. 1913 - Venaria Reale, † 2001)

## I(1)
- Vincenzo Irolli, pittore italiano (Napoli, n. 1860 - Napoli, † 1949)

## L(4)
- Vincenzo La Barbera, pittore e architetto italiano (Termini Imerese - † 1642)
- Vincenzo La Bella, pittore italiano (Napoli, n. 1872 - Napoli, † 1954)
- Vincenzo Lami, pittore e architetto italiano (Empoli, n. 1807 - † 1892)
- Vincenzo Loria, pittore italiano (Salerno, n. 1849 - La Spezia, † 1939)

## M(9)
- Vincenzo Manca, pittore italiano (Ozieri, n. 1916 - Sassari, † 2013)
- Vincenzo Manenti, pittore italiano (Orvinio, n. 1600 - Orvinio, † 1674)
- Vincenzo Manno, pittore italiano (Palermo, n. 1750 - Palermo, † 1827)
- Vincenzo Marchese, pittore italiano (Palermo)
- Vincenzo Marinelli, pittore italiano (San Martino d'Agri, n. 1819 - Napoli, † 1892)
- Vincenzo Martinelli, pittore e scenografo italiano (Bologna, n. 1737 - Bologna, † 1807)
- Vincenzo Meucci, pittore italiano (Firenze, n. 1694 - Firenze, † 1766)
- Vincenzo Migliaro, pittore, scultore e incisore italiano (Napoli, n. 1858 - Napoli, † 1938)
- Vincenzo Morani, pittore italiano (Polistena, n. 1809 - Roma, † 1870)

## O(1)
- Vincenzo Angelo Orelli, pittore svizzero (Locarno, n. 1751 - Bergamo, † 1813)

## P(2)
- Vincenzo Pagani, pittore italiano (Monterubbiano - † 1568)
- Vincenzo Petrocelli, pittore italiano (Cervaro, n. 1823 - Napoli, † 1896)

## R(5)
- Vincenzo Re, pittore e scenografo italiano (Parma, n. 1695 - Napoli, † 1762)
- Vincenzo Riolo, pittore italiano (Palermo, n. 1772 - Palermo, † 1837)
- Vincenzo Rocchi, pittore italiano (Prato)
- Vincenzo Roggeri, pittore italiano (Caltanissetta, n. 1634 - Caltanissetta, † 1713)
- Vincenzo Rustici, pittore italiano (Siena, n. 1556 - † 1632)

## S(4)
- Vincenzo Romano Salvia, pittore italiano (Salerno, n. 1935 - Roma, † 2019)
- Vincenzo Schiavio, pittore italiano (Gorla di Veleso, n. 1888 - Como, † 1954)
- Vincenzo Severino, pittore italiano (Caiazzo, n. 1859 - Afragola, † 1926)
- Vincenzo Spisanelli, pittore italiano (Orta San Giulio, n. 1595 - Bologna, † 1662)

## T(2)
- Vincenzo Tamagni, pittore italiano (San Gimignano, n. 1492 - † 1530)
- Vincenzo Tuccari, pittore italiano (Messina, n. 1657 - Messina, † 1734)

## V(2)
- Vincenzo di Stefano da Verona, pittore italiano
- Vincenzo Volpe, pittore italiano (Grottaminarda, n. 1855 - Napoli, † 1929)